# 2011-es FIFA strandlabdarúgó-világbajnokság
A 2011-es strandlabdarúgó-világbajnokság volt a 6. világbajnokság a Nemzetközi Labdarúgó-szövetség rendezésében, összességében pedig a 16. vb a standfutball történetében. Az eseményt 2011. szeptember 1. és szeptember 11. között rendezték meg Olaszországban, Ravennában. A címvédő és rekord győztes brazil válogatott ismét bekerült a döntőbe, azonban ezúttal alul maradt Oroszországgal szemben.

## Selejtezők
Az alábbi csapatok kvalifikálták magukat a 2011-es strandlabdarúgó-világbajnokságra:
| Ázsiai zóna (AFC): - Irán - Japán - Omán Afrikai zóna (CAF): - Nigéria - Szenegál Európai zóna (UEFA): - Portugália - Oroszország - Svájc - Ukrajna | Észak és Közép-Amerika és a Karibi zóna (CONCACAF): - Salvador - Mexikó Oceániai zóna (OFC): - Francia Polinézia Dél-amerikai zóna (CONMEBOL): - Argentína - Brazília - Venezuela Rendező: - Olaszország (Európa) |  |

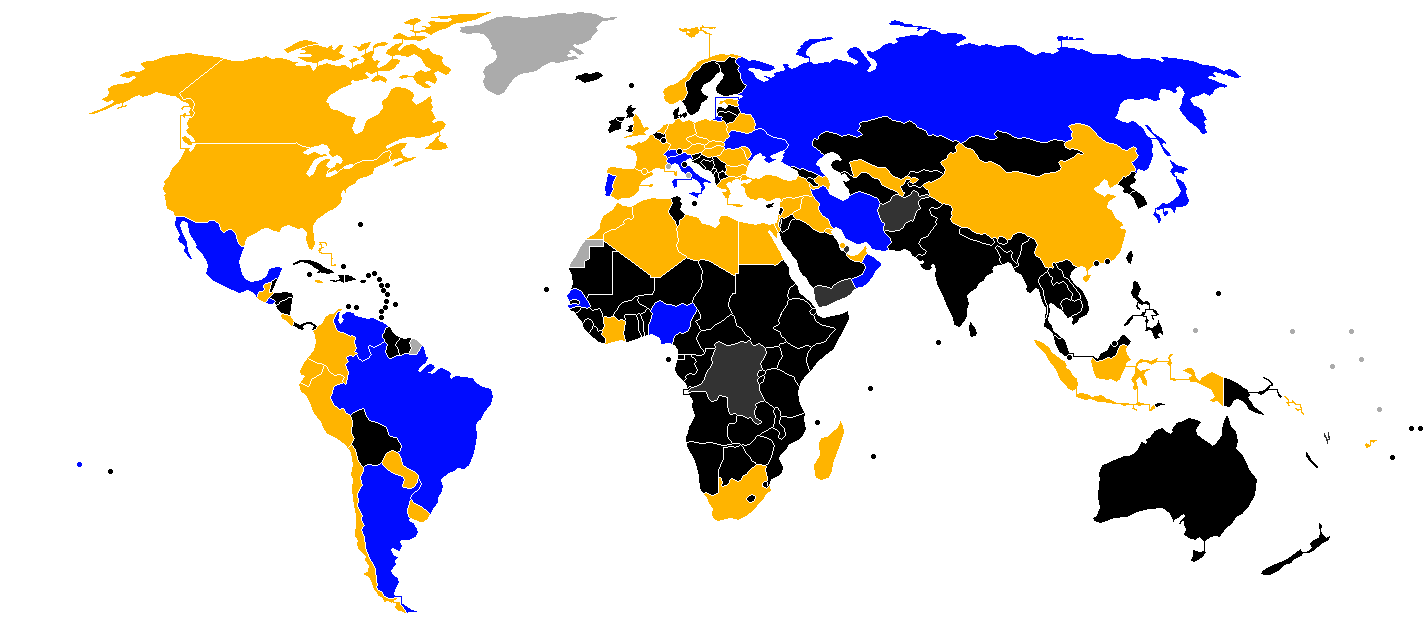
Kijutott a világbajnokságra
Kiesett a selejtezőkben
Visszalépett a selejtezőktől
Nem indult
Nem tagja a FIFA-nak.

## Eredmények

### Csoportkör
| Jelmagyarázat              |
| -------------------------- |
| Továbbjut a csoportkörből. |
| Kiesik a csoportkörből.    |

#### A csoport
| Csapat      | M | Gy | Gy+ | V | Lg | Kg | Gk | P |
| ----------- | - | -- | --- | - | -- | -- | -- | - |
| Olaszország | 3 | 1  | 2   | 0 | 13 | 12 | +1 | 7 |
| Szenegál    | 3 | 1  | 1   | 1 | 17 | 15 | +2 | 5 |
| Svájc       | 3 | 1  | 0   | 2 | 16 | 15 | +1 | 3 |
| Irán        | 3 | 0  | 0   | 3 | 13 | 17 | –4 | 0 |

| 2011. szeptember 1. 17:00 |

| Svájc                                                                                     | 8–8 (h. u.) | Szenegál                                                                           |
| ----------------------------------------------------------------------------------------- | ----------- | ---------------------------------------------------------------------------------- |
| D. Stankovic 7', 20', 22' M. Jaeggy 18', 33' N. Sylla 25' (öngól), 28' (öngól) S. Leu 33' | Jegyzőkönyv | 3', 4', 22' P. Koukpaki 6' N. Mbaye 11', 24' N. Sylla 14' L. Diagne 20' I. Bakhoum |
| Büntetőpárbaj                                                                             |             |                                                                                    |
| D. Stankovic                                                                              | 0–1         | P. Koukpaki                                                                        |

| Stadio del Mare, Marina di Ravenna Nézőszám: 4 500 Játékvezető: Juan Rodriguez (argentin) |

| 2011. szeptember 1. 18:30 |

| Olaszország                                                                             | 6–6 (h. u.) | Irán                                                                             |
| --------------------------------------------------------------------------------------- | ----------- | -------------------------------------------------------------------------------- |
| G. Soria 8' (11-esből), 29' M. Marrucci 20' G. Gori 20'} F. Corosiniti 27' F. Palma 29' | Jegyzőkönyv | 6' (pen.) M. Hassani 13' A. Naderi 16', 28' H. Abdollahi 22', 36' F. Boulokbashi |
| Büntetőpárbaj                                                                           |             |                                                                                  |
| S. Feudi G. Soria F. Palma G. Gori P. Palmacci                                          | 5–4         | M. Mohktari A. Naderi F. Boulokbashi M. Ahmadzadeh M. Mesigar                    |

| Stadio del Mare, Marina di Ravenna Nézőszám: 5 000 Játékvezető: Javier Bentancor (uruguayi) |

| 2011. szeptember 3. 15:30 |

| Irán                                                  | 4–6         | Svájc                                                                                      |
| ----------------------------------------------------- | ----------- | ------------------------------------------------------------------------------------------ |
| M. Mokhtari 9' 21' M. Ahmadzadeh 29' H. Abdollahi 36' | Jegyzőkönyv | 4' V. Jaeggy 9' S. Spaccarotella 9' M. Jaeggy 10' M. Rodrigues 11' A. Schirinzi 36' S. Leu |

| Stadio del Mare, Marina di Ravenna Nézőszám: 3 650 Játékvezető: Ruben Eiriz (spanyol) |

| 2011. szeptember 3. 18:30 |

| Szenegál                         | 4–4         | Olaszország                         |
| -------------------------------- | ----------- | ----------------------------------- |
| N. Mbaye 27' 34' P. Koukpaki 36' | Jegyzőkönyv | 1' S. Feudi 8' 36', 36' P. Palmacci |
| Büntetőpárbaj                    |             |                                     |
| P. Koukpaki B. Fall N. Mbaye     | 2–3         | S. Feudi G. Soria F. Palma          |

| Stadio del Mare, Marina di Ravenna Nézőszám: 5 500 Játékvezető: Jelili Ogunmuyiwa (nigériai) |

| 2011. szeptember 5. 15:30 |

| Irán                                             | 3–5         | Szenegál                                |
| ------------------------------------------------ | ----------- | --------------------------------------- |
| M. Hassani 16' M. Mesigar 19' F. Boulokbashi 31' | Jegyzőkönyv | 1' 4' N. Mbaye 9' 36' B. Fall 24' C. Ba |

| Stadio del Mare, Marina di Ravenna Nézőszám: 3 500 Játékvezető: Miguel Lopez (guatemalai) |

| 2011. szeptember 5. 18:30 |

| Olaszország                        | 3–2         | Svájc                      |
| ---------------------------------- | ----------- | -------------------------- |
| G. Soria 24' F. Corosiniti 27' 36' | Jegyzőkönyv | 9' S. Leu 36' D. Stankovic |

| Stadio del Mare, Marina di Ravenna Nézőszám: 5 500 Játékvezető: Mészáros István (magyar) |

#### B csoport
| Csapat     | M | Gy | Gy+ | V | Lg | Kg | Gk  | P |
| ---------- | - | -- | --- | - | -- | -- | --- | - |
| Portugália | 3 | 3  | 0   | 0 | 24 | 5  | +19 | 9 |
| Salvador   | 3 | 2  | 0   | 1 | 10 | 17 | –7  | 6 |
| Argentína  | 3 | 1  | 0   | 2 | 6  | 10 | –4  | 3 |
| Omán       | 3 | 0  | 0   | 3 | 7  | 15 | –8  | 0 |

| 2011. szeptember 1. 15:30 |

| Argentína                                   | 3–1         | Omán            |
| ------------------------------------------- | ----------- | --------------- |
| J. Vivas 17' G. Spinelli 21' S. Larreta 27' | Jegyzőkönyv | 1' J. Al Sinani |

| Stadio del Mare, Marina di Ravenna Nézőszám: 3 000 Játékvezető: Ruben Eiriz (spanyol) |

| 2011. szeptember 1. 20:00 |

| Salvador                     | 2–11        | Portugália                                                                        |
| ---------------------------- | ----------- | --------------------------------------------------------------------------------- |
| A. Ruiz 17' F. Velasquez 28' | Jegyzőkönyv | 1' 2' 5' Madjer 1' 32' Belchior 15' 27' R. Coimbra 17' Alan 22' Lucio 24' B. Novo |

| Stadio del Mare, Marina di Ravenna Nézőszám: 2 000 Játékvezető: Tasuku Onodera (japán) |

| 2011. szeptember 3. 17:00 |

| Portugália                         | 5–0         | Argentína |
| ---------------------------------- | ----------- | --------- |
| Madjer 4' 17' 24' 34' Belchior 23' | Jegyzőkönyv |           |

| Stadio del Mare, Marina di Ravenna Nézőszám: 4 500 Játékvezető: Alexander Berezkin (orosz) |

| 2011. szeptember 3. 20:00 |

| Omán                                  | 3–4         | Salvador                                                               |
| ------------------------------------- | ----------- | ---------------------------------------------------------------------- |
| J. Al Sinani 12' 34' H. Al Dhabit 34' | Jegyzőkönyv | 16' E. Ramirez 25' T. Hernandez 26' (öngól) N. Al Mukhaini 36' A. Ruiz |

| Stadio del Mare, Marina di Ravenna Nézőszám: 1 500 Játékvezető: Said Hachim (madagaszkári) |

| 2011. szeptember 5. 17:00 |

| Portugália                                                                                          | 8–3         | Omán                                                |
| --------------------------------------------------------------------------------------------------- | ----------- | --------------------------------------------------- |
| Madjer 3' 33' P. Graça 9' Lucio 12' 34' Y. Al Araimi 18' (öngól) Duarte 22' (11-esből) Belchior 27' | Jegyzőkönyv | 24' I. Al Qassmi 28' N. Al Mukhaini 31' K. Al Rajhi |

| Stadio del Mare, Marina di Ravenna Nézőszám: 4 130 Játékvezető: Jose Cortez (ecuadori) |

| 2011. szeptember 5. 20:00 |

| Salvador                                                   | 4–3         | Argentína                           |
| ---------------------------------------------------------- | ----------- | ----------------------------------- |
| F. Velasquez 19' A. Ruiz 24' J. Membreño 32' W. Torres 36' | Jegyzőkönyv | 19' L. Franceschini 19' 36' J. Levi |

| Stadio del Mare, Marina di Ravenna Nézőszám: 1 330 Játékvezető: Jelili Ogunmuyiwa (nigériai) |

#### C csoport
| Csapat            | M | Gy | Gy+ | V | Lg | Kg | Gk  | P |
| ----------------- | - | -- | --- | - | -- | -- | --- | - |
| Oroszország       | 3 | 3  | 0   | 0 | 20 | 7  | +13 | 9 |
| Nigéria           | 3 | 2  | 0   | 1 | 13 | 12 | +1  | 6 |
| Francia Polinézia | 3 | 1  | 0   | 2 | 6  | 11 | –5  | 3 |
| Venezuela         | 3 | 0  | 0   | 3 | 8  | 17 | –9  | 0 |

| 2011. szeptember 2. 15:30 |

| Nigéria                                                 | 4–8                | Oroszország                                                                                       |
| ------------------------------------------------------- | ------------------ | ------------------------------------------------------------------------------------------------- |
| I. Olawale 5' V. Tale 24' M. Najare 24' O. Okemmiri 25' | Report Jegyzőkönyv | 3' 19' E. Eremeev 5' Y. Gorchinskiy 7' 12' E. Shaykov 23' A. Makarov 24' I. Leonov 36' A. Shkarin |

| Stadio del Mare, Marina di Ravenna Nézőszám: 1 000 Játékvezető: Jose Cortez (ecuadori) |

| 2011. szeptember 2. 20:00 |

| Francia Polinézia                                            | 5–2                | Venezuela                   |
| ------------------------------------------------------------ | ------------------ | --------------------------- |
| T. Zaveroni 7' 20' N. Bennett 16' M. Amau 18' T. Labaste 33' | Report Jegyzőkönyv | 7' E. Quintero 22' C. Longa |

| Stadio del Mare, Marina di Ravenna Nézőszám: 1 500 Játékvezető: Mészáros István (magyar) |

| 2011. szeptember 4. 17:00 |

| Venezuela                                          | 3–5         | Nigéria                                        |
| -------------------------------------------------- | ----------- | ---------------------------------------------- |
| E. Quintero 5' N. Nwosu 19' (öngól) K. Camargo 27' | Jegyzőkönyv | 9' 11' I. Olawale 24' 27' V. Tale 36' N. Nwosu |

| Stadio del Mare, Marina di Ravenna Nézőszám: 3 750 Játékvezető: Oscar Arosemena (panamai) |

| 2011. szeptember 4. 20:00 |

| Oroszország                                                                      | 5–0         | Francia Polinézia |
| -------------------------------------------------------------------------------- | ----------- | ----------------- |
| E. Shaykov 17' E. Eremeev 28' Y. Krasheninnikov 28' I. Leonov 30' A. Makarov 34' | Jegyzőkönyv |                   |

| Stadio del Mare, Marina di Ravenna Nézőszám: 1 000 Játékvezető: Suwat Wongsuwan (thaiföldi) |

| 2011. szeptember 6. 17:00 |

| Venezuela                                      | 3–7         | Oroszország                                                                   |
| ---------------------------------------------- | ----------- | ----------------------------------------------------------------------------- |
| M. Monsalve 11' F. Landaeta 22' G. Cardone 36' | Jegyzőkönyv | 16' 21' 22' D. Shishin 17' A. Shkarin 28' I. Leonov 31' 35' Y. Krasheninnikov |

| Stadio del Mare, Marina di Ravenna Nézőszám: 2 150 Játékvezető: Ebrahim Almansory (Arab Emírségek) |

| 2011. szeptember 6. 20:00 |

| Francia Polinézia | 1–4         | Nigéria                                                  |
| ----------------- | ----------- | -------------------------------------------------------- |
| T. Zaveroni 16'   | Jegyzőkönyv | 14' 20' V. Tale 20' (11-esből) M. Najare 31' O. Okemmiri |

| Stadio del Mare, Marina di Ravenna Nézőszám: 1 740 Játékvezető: Ivo De Moraes (brazil) |

#### D csoport
| Csapat   | M | Gy | Gy+ | V | Lg | Kg | Gk | P |
| -------- | - | -- | --- | - | -- | -- | -- | - |
| Brazília | 3 | 2  | 1   | 0 | 11 | 7  | +4 | 7 |
| Mexikó   | 3 | 1  | 1   | 1 | 6  | 8  | –2 | 4 |
| Ukrajna  | 3 | 1  | 0   | 2 | 8  | 6  | +2 | 3 |
| Japán    | 3 | 0  | 0   | 3 | 6  | 10 | –4 | 0 |

| 2011. szeptember 2. 17:00 |

| Japán                         | 2–3         | Mexikó                                                         |
| ----------------------------- | ----------- | -------------------------------------------------------------- |
| S. Yamauchi 12' S. Suzuki 31' | Jegyzőkönyv | 22' (11-esből) A. Rodriguez 24' J. Cervantes 30' R. Villalobos |

| Stadio del Mare, Marina di Ravenna Nézőszám: 3 000 Játékvezető: Tomasz Winiarczyk (lengyel) |

| 2011. szeptember 2. 18:30 |

| Brazília                   | 3–3 (h. u.) | Ukrajna                                           |
| -------------------------- | ----------- | ------------------------------------------------- |
| Benjamin 5' Sidney 16' 27' | Jegyzőkönyv | 16' I. Borsuk 17' O. Zborovskyi 24' O. Korniychuk |
| Büntetőpárbaj              |             |                                                   |
| André B. Malias            | 2–1         | I. Borsuk O. Korniychuk                           |

| Stadio del Mare, Marina di Ravenna Nézőszám: 5 000 Játékvezető: Oscar Arosemena (panamai) |

| 2011. szeptember 4. 15:30 |

| Ukrajna                                                        | 4–2         | Japán                    |
| -------------------------------------------------------------- | ----------- | ------------------------ |
| R. Pachev 1' S. Bozhenko 19' O. Zborovskyi 20' O. Mozgovyy 33' | Jegyzőkönyv | 21' H. Oda 30' M. Komaki |

| Stadio del Mare, Marina di Ravenna Nézőszám: 2 870 Játékvezető: Ebrahim Almansory (Arab Emírségek) |

| 2011. szeptember 4. 18:30 |

| Mexikó                     | 2–5         | Brazília                                                           |
| -------------------------- | ----------- | ------------------------------------------------------------------ |
| M. Plata 3' 24' (11-esből) | Jegyzőkönyv | 5' Benjamin 10' Betinho 17' (11-esből) André 21' Buru 24' Jorginho |

| Stadio del Mare, Marina di Ravenna Nézőszám: 5 230 Játékvezető: Alexander Berezkin (orosz) |

| 2011. szeptember 6. 15:30 |

| Ukrajna                 | 1–1 (h. u.) | Mexikó                     |
| ----------------------- | ----------- | -------------------------- |
| A. Butko 6'             | Jegyzőkönyv | 33' F. Cati                |
| Büntetőpárbaj           |             |                            |
| I. Borsuk A. Yevdokymov | 0–1         | R. Villalobos A. Rodriguez |

| Stadio del Mare, Marina di Ravenna Nézőszám: 2 000 Játékvezető: Tomasz Winiarczyk (lengyel) |

| 2011. szeptember 6. 18:30 |

| Brazília                   | 3–2         | Japán                                   |
| -------------------------- | ----------- | --------------------------------------- |
| André 12' 27' Benjamin 25' | Jegyzőkönyv | 5' S. Yamauchi 19' (11-esből) M. Komaki |

| Stadio del Mare, Marina di Ravenna Nézőszám: 4 500 Játékvezető: Ruben Eiriz (spanyol) |

### Egyenes kieséses szakasz
|  |                         |              |                          |                          |   |             |                          |                          |                          |                          |               |       |       |
|  | Negyeddöntők            | Negyeddöntők | Negyeddöntők             |                          |   | Elődöntők   | Elődöntők                | Elődöntők                |                          |                          | Döntő         | Döntő | Döntő |
|  | Negyeddöntők            | Negyeddöntők | Negyeddöntők             |                          |   | Elődöntők   | Elődöntők                | Elődöntők                |                          |                          | Döntő         | Döntő | Döntő |
|  | szeptember 8. – Ravenna |              |                          |                          |   |             |                          |                          |                          |                          |               |       |       |
|  |                         |              |                          |                          |   |             |                          |                          |                          |                          |               |       |       |
|  | A1                      | Olaszország  | 5                        |                          |   |             |                          |                          |                          |                          |               |       |       |
|  | A1                      | Olaszország  | 5                        | szeptember 10. – Ravenna |   |             |                          |                          |                          |                          |               |       |       |
|  | B2                      | Salvador     | 6                        |                          |   |             |                          |                          |                          |                          |               |       |       |
|  | B2                      | Salvador     | 6                        |                          |   | Salvador    | Salvador                 | 3                        |                          |                          |               |       |       |
|  | szeptember 8. – Ravenna |              |                          |                          |   | Salvador    | Salvador                 | 3                        |                          |                          |               |       |       |
|  |                         |              | Oroszország              | Oroszország              | 7 |             |                          |                          |                          |                          |               |       |       |
|  | C1                      | Oroszország  | Oroszország              | Oroszország              | 7 | 5           |                          |                          |                          |                          |               |       |       |
|  | C1                      | Oroszország  |                          |                          |   | 5           | szeptember 11. – Ravenna |                          |                          |                          |               |       |       |
|  | D2                      | Mexikó       | 3                        |                          |   |             |                          |                          |                          |                          |               |       |       |
|  | D2                      | Mexikó       | 3                        |                          |   | Oroszország | Oroszország              | 12                       |                          |                          |               |       |       |
|  | szeptember 8. – Ravenna |              |                          |                          |   | Oroszország | Oroszország              | 12                       |                          |                          |               |       |       |
|  |                         |              | Brazília                 | Brazília                 | 8 |             |                          |                          |                          |                          |               |       |       |
|  | D1                      | Brazília     | Brazília                 | Brazília                 | 8 | 10          |                          |                          |                          |                          |               |       |       |
|  | D1                      | Brazília     | szeptember 10. – Ravenna |                          |   | 10          |                          |                          |                          |                          |               |       |       |
|  | C2                      | Nigéria      | 8                        |                          |   |             |                          |                          |                          |                          |               |       |       |
|  | C2                      | Nigéria      | 8                        |                          |   | Brazília    | Brazília                 | 4                        | Bronzmérkőzés            | Bronzmérkőzés            | Bronzmérkőzés |       |       |
|  | szeptember 8. – Ravenna |              |                          |                          |   | Brazília    | Brazília                 | 4                        | Bronzmérkőzés            | Bronzmérkőzés            | Bronzmérkőzés |       |       |
|  |                         |              | Portugália               | Portugália               | 1 |             |                          | szeptember 11. – Ravenna | szeptember 11. – Ravenna | szeptember 11. – Ravenna |               |       |       |
|  | B1                      | Portugália   | Portugália               | Portugália               | 1 | 4 (3)       |                          | szeptember 11. – Ravenna | szeptember 11. – Ravenna | szeptember 11. – Ravenna |               |       |       |
|  | B1                      | Portugália   |                          |                          |   |             |                          | Salvador                 | Salvador                 | 2                        |               |       |       |
|  | A2                      | Szenegál     | 4 (2)                    |                          |   |             |                          | Salvador                 | Salvador                 | 2                        |               |       |       |
|  | A2                      | Szenegál     | 4 (2)                    |                          |   | Portugália  | Portugália               | 3                        |                          |                          |               |       |       |
|  |                         |              |                          |                          |   | Portugália  | Portugália               | 3                        |                          |                          |               |       |       |

#### Negyeddöntő
| 2011. szeptember 8. 15:30 |

| Oroszország                                                                         | 5–3         | Mexikó                                        |
| ----------------------------------------------------------------------------------- | ----------- | --------------------------------------------- |
| I. Leonov 2' E. Shaykov 14' Y. Krasheninnikov 16' Y. Gorchinskiy 23' E. Eremeev 27' | Jegyzőkönyv | 10' A. Barbosa 30' R. Villalobos 32' M. Plata |

| Stadio del Mare, Marina di Ravenna Nézőszám: 4 500 Játékvezető: Mészáros István (magyar) |

| 2011. szeptember 8. 17:00 |

| Portugália                                        | 4–4 (h. u.) | Szenegál                                                            |
| ------------------------------------------------- | ----------- | ------------------------------------------------------------------- |
| Madjer 5' Belchior 5' B. Torres 10' J. Santos 23' | Jegyzőkönyv | 5' P. Koukpaki 13' (11-esből) 13' N. Sylla 36' (11-esből) L. Diagne |
| Büntetőpárbaj                                     |             |                                                                     |
| I. B. Torres Belchior Madjer                      | 3–2         | P. Koukpaki B. Fall C. Ba                                           |

| Stadio del Mare, Marina di Ravenna Nézőszám: 5 500 Játékvezető: Tasuku Onodera (japán) |

| 2011. szeptember 8. 18:30 |

| Olaszország                                        | 5–6 (h. u.) | Salvador                                                  |
| -------------------------------------------------- | ----------- | --------------------------------------------------------- |
| P. Palmacci 4' 18' 31' (11-esből) 34' F. Palma 15' | Jegyzőkönyv | 12' 18' 33' 38' F. Velasquez 22' A. Ruiz 24' T. Hernandez |

| Stadio del Mare, Marina di Ravenna Nézőszám: 5 500 Játékvezető: Jose Cortez (ecuadori) |

| 2011. szeptember 8. 20:00 |

| Brazília                                                                                | 10–8 (h. u.) | Nigéria                                                                  |
| --------------------------------------------------------------------------------------- | ------------ | ------------------------------------------------------------------------ |
| André 10' 11' 12' 30' 37' Anderson 16' Buru 24' Jorginho 33' Benjamin 34' B. Malias 37' | Jegyzőkönyv  | 10' M. Najare 13' 16' 18' 36' B. Ibenegbu 15' 35' J. Okwuosa 36' V. Tale |

| Stadio del Mare, Marina di Ravenna Nézőszám: 4 320 Játékvezető: Alexander Berezkin (orosz) |

#### Elődöntő
| 2011. szeptember 10. 17:00 |

| Salvador                        | 3–7         | Oroszország                                                                                   |
| ------------------------------- | ----------- | --------------------------------------------------------------------------------------------- |
| A. Ruiz 7' F. Velasquez 17' 20' | Jegyzőkönyv | 5' D. Shishin 5' I. Leonov 9' 19' E. Shaykov 10' A. Makarov 22' E. Eremeev 35' Y. Gorchinskiy |

| Stadio del Mare, Marina di Ravenna Nézőszám: 5 200 Játékvezető: Jelili Ogunmuyiwa (nigériai) |

| 2011. szeptember 10. 18:30 |

| Brazília                                 | 4–1         | Portugália |
| ---------------------------------------- | ----------- | ---------- |
| Betinho 14' Sidney 16' 29' B. Malias 33' | Jegyzőkönyv | 5' Alan    |

| Stadio del Mare, Marina di Ravenna Nézőszám: 5 500 Játékvezető: Ruben Eiriz (spanyol) |

#### A 3. helyért
| 2011. szeptember 11. 17:00 |

| Salvador                        | 2–3         | Portugália                            |
| ------------------------------- | ----------- | ------------------------------------- |
| W. Alvarado 2' F. Velasquez 19' | Jegyzőkönyv | 6' 25' Madjer 15' (11-esből) Belchior |

| Stadio del Mare, Marina di Ravenna Nézőszám: 5 500 Játékvezető: Said Hachim (madagaszkári) |

#### Döntő
| 2011. szeptember 11. 18:30 |

| Oroszország | 12–8        | Brazília                                                       |
| --- | ----------- | -------------------------------------------------------------- |
| E. Shaykov 2' 6' I. Leonov 8' 25' E. Eremeev 13' 19' A. Makarov 15' 20' Betinho 21' (öngól) D. Shishin 21' 31' 32' | Jegyzőkönyv | 8' (11-esből) 11' 30' 33' 34' 35' André 17' Betinho 22' Sidney |

| Stadio del Mare, Marina di Ravenna Nézőszám: 5 500 Játékvezető: Jose Cortez (ecuadori) |

| 2011-es FIFA strandlabdarúgó-világbajnokság győztese |
| ---------------------------------------------------- |
| OROSZORSZÁG 1. cím                                   |

## Awards
| adidas Aranylabda   | adidas Ezüstlabda | adidas Bronzlabda |
| ------------------- | ----------------- | ----------------- |
| Ilya Leonov         | André             | Frank Velasquez   |
| adidas Aranycipő    | adidas Ezüstcipő  | adidas Bronzcipő  |
| André               | Madjer            | Frank Velasquez   |
| 14 gólos            | 12 gólos          | 9 gólos           |
| adidas Golden Glove |                   |                   |
| Andrey Bukhlitskiy  |                   |                   |
| FIFA Fair Play díj  |                   |                   |
| Nigéria             |                   |                   |

## Gólszerzők
14 gólos
- André

12 gólos
- Madjer

9 gólos
- Frank Velasquez

8 gólos
- Egor Shaykov

7 gólos
| - Paolo Palmacci - Egor Eremeev | - Ilya Leonov | - Dmitry Shishin |

6 gólos
| - Victor Tale | - Belchior | - Pape Koukpaki |

5 gólos
| - Sidney - Alexei Makarov | - Ndiaga Mbaye | - Agustin Ruiz |

4 gólos
| - Benjamin - Bartholomew Ibenegbu | - Yuri Krasheninnikov - Ngalla Sylla | - Dejan Stankovic |

## Végeredmény
| Hely | Csapat            |
| ---- | ----------------- |
| 1    | Oroszország       |
| 2    | Brazília          |
| 3    | Portugália        |
| 4    | Salvador          |
| 5    | Olaszország       |
| 6    | Nigéria           |
| 7    | Szenegál          |
| 8    | Mexikó            |
| 9    | Ukrajna           |
| 10   | Svájc             |
| 11   | Argentína         |
| 12   | Francia Polinézia |
| 13   | Irán              |
| 14   | Japán             |
| 15   | Omán              |
| 16   | Venezuela         |

## Külső hivatkozások
- FIFA.com (angolul)